# Rogge della città di Novara

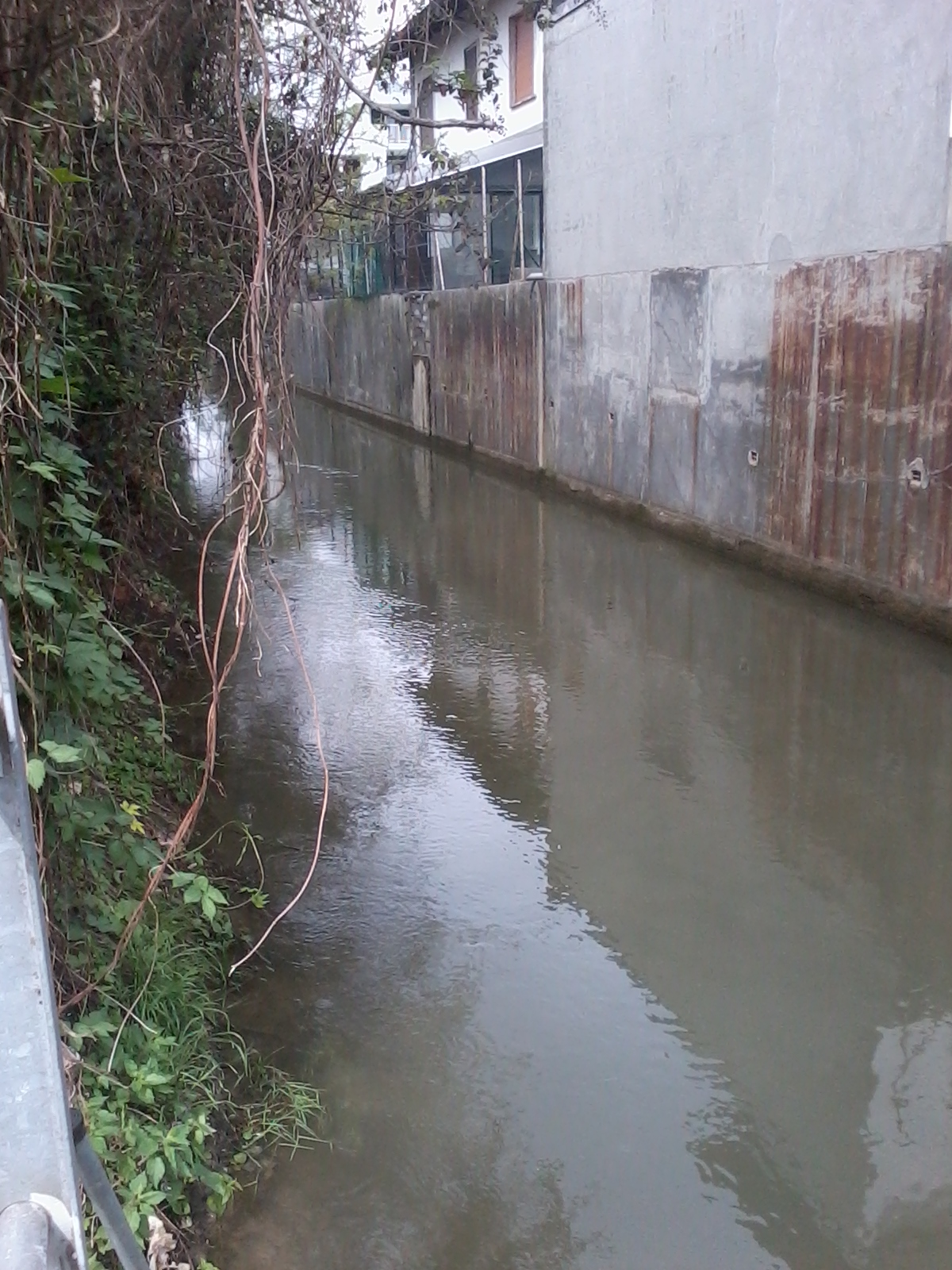
il Cavo Dassi

Le rogge di Novara sono un complesso sistema di canali irrigui (rogge) che attraversa la città piemontese. Traggono origine dal torrente Agogna, tranne il cavo Ricca e il cavo Dassi.

## Le principali rogge

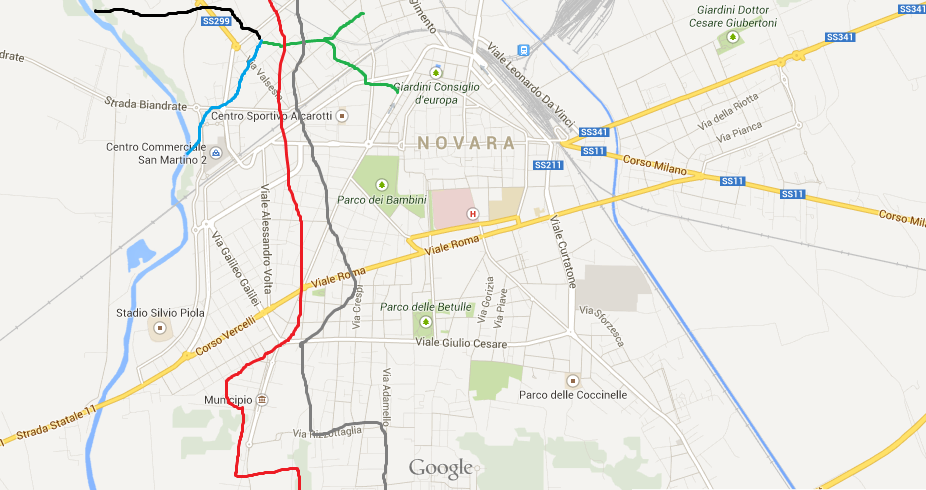
Mappa con le rogge

Tra le principali rogge che attraversano Novara possiamo citare:
- la roggia Mora;
- la roggia Ceresa;
- il cavo Ricca;
- il cavo Dassi;
- la roggia Perlasca.

### La Roggia Mora
La Roggia Mora deriva dall'Agogna in corrispondenza del ponte ferroviario della linea Novara-Varallo Sesia; questa roggia, difatti, è il tratto più piccolo della roggia stessa che venne fatto scavare tra il 1481 e il 1488 fino ad interconnettersi col Terdoppio.
Sul corso della Mora vi erano numerosi mulini; oggigiorno sono tutti dismessi e distrutti.

### Roggia Ceresa e Perlasca
L'edificio di presa di queste due rogge è ubicato sul torrente Agogna poco a monte di Agognate (frazione di Novara); successivamente il corso d'acqua si dirama a sua volta in due canali: la Ceresa e la Perlasca.
La roggia Ceresa attualmente non è più utilizzata e si può vedere una parte di alveo nel quartiere Santa Rita, mentre la Perlasca affluisce nel cavo Ricca.

### Il cavo Ricca
Il cavo Ricca nasce presso Vignale e attraversa tutta Novara sotto il manto stradale riemergendo presso il quartiere Villaggio Dalmazia.

### Il Cavo Dassi
Il cavo Dassi nasce dalla roggia Mora a San Pietro Mosezzo (frazione Cesto); scorre per tutta Novara ricevendo gli scarichi irrigui dei campi vicino al centro abitato.

## Le funzioni delle rogge
L'agricoltura nella zona di Novara è molto importante; per questo le rogge erano state costruite per irrigare i terreni e anche per portare l'acqua a Novara mediante il torrente Agogna.
Nel tempo, però, la città diventò sempre più grande ed abitata e dunque si iniziò a interrare i vecchi corsi d'acqua per creare nuove strade.
Negli anni '90 del XX secolo, numerosi lavori di rettifica interessarono in particolare il cavo Dassi ed il cavo Ricca, che fino ad allora rimasero gli unici corsi d'acqua novaresi ancora all'aperto.